# ヘンリー・ドレイファス

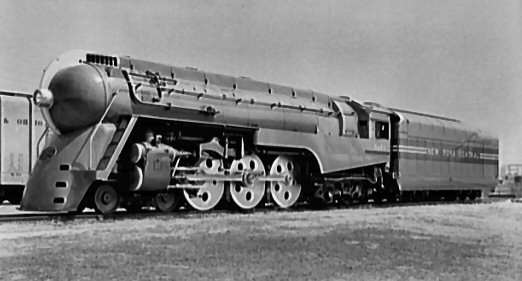
ヘンリー・ドレイファスがデザインし20世紀特急に使用されたニューヨークセントラル鉄道Jクラス蒸気機関車

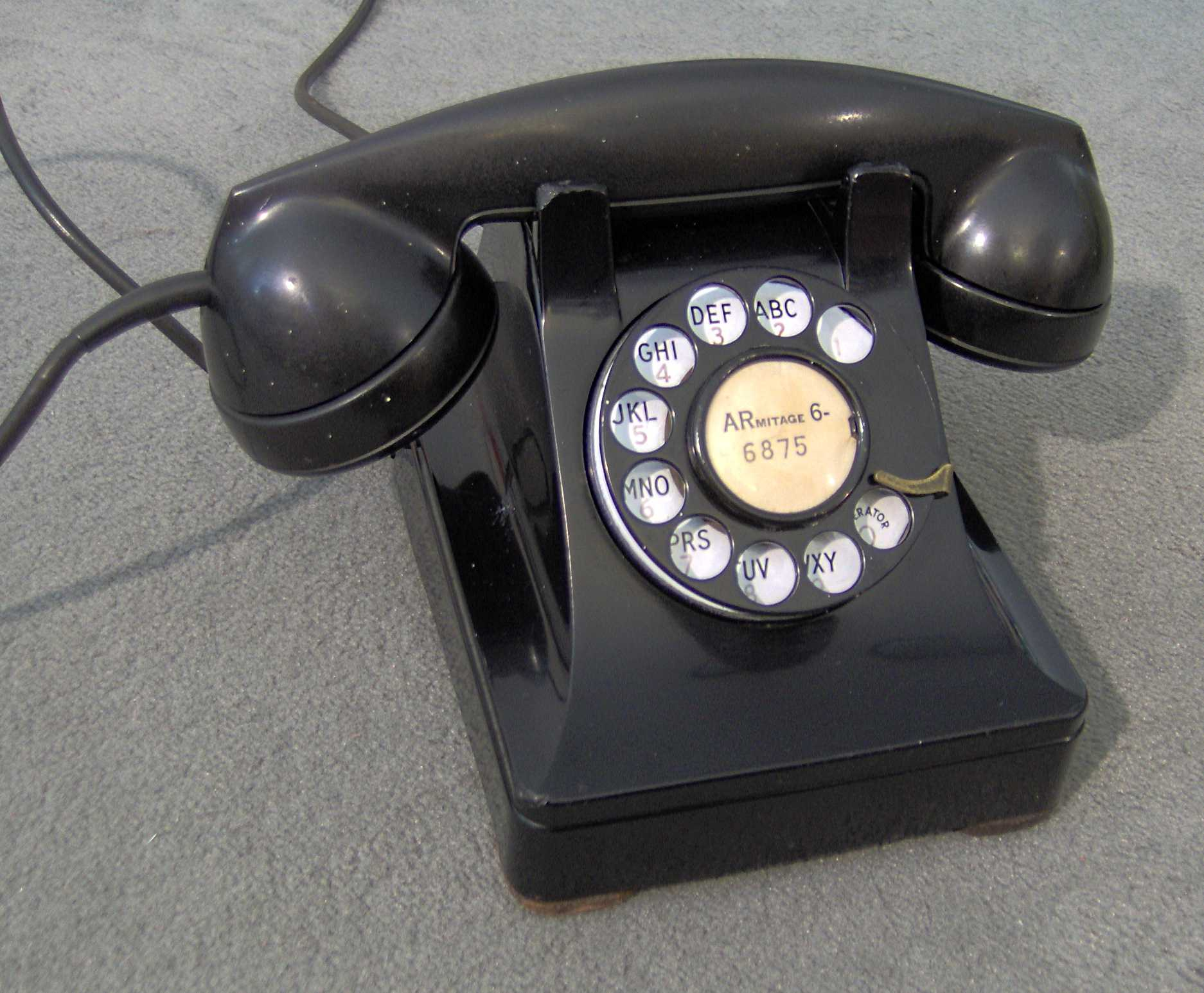
ドレイファスによりデザインされたWestern Electric 302電話機

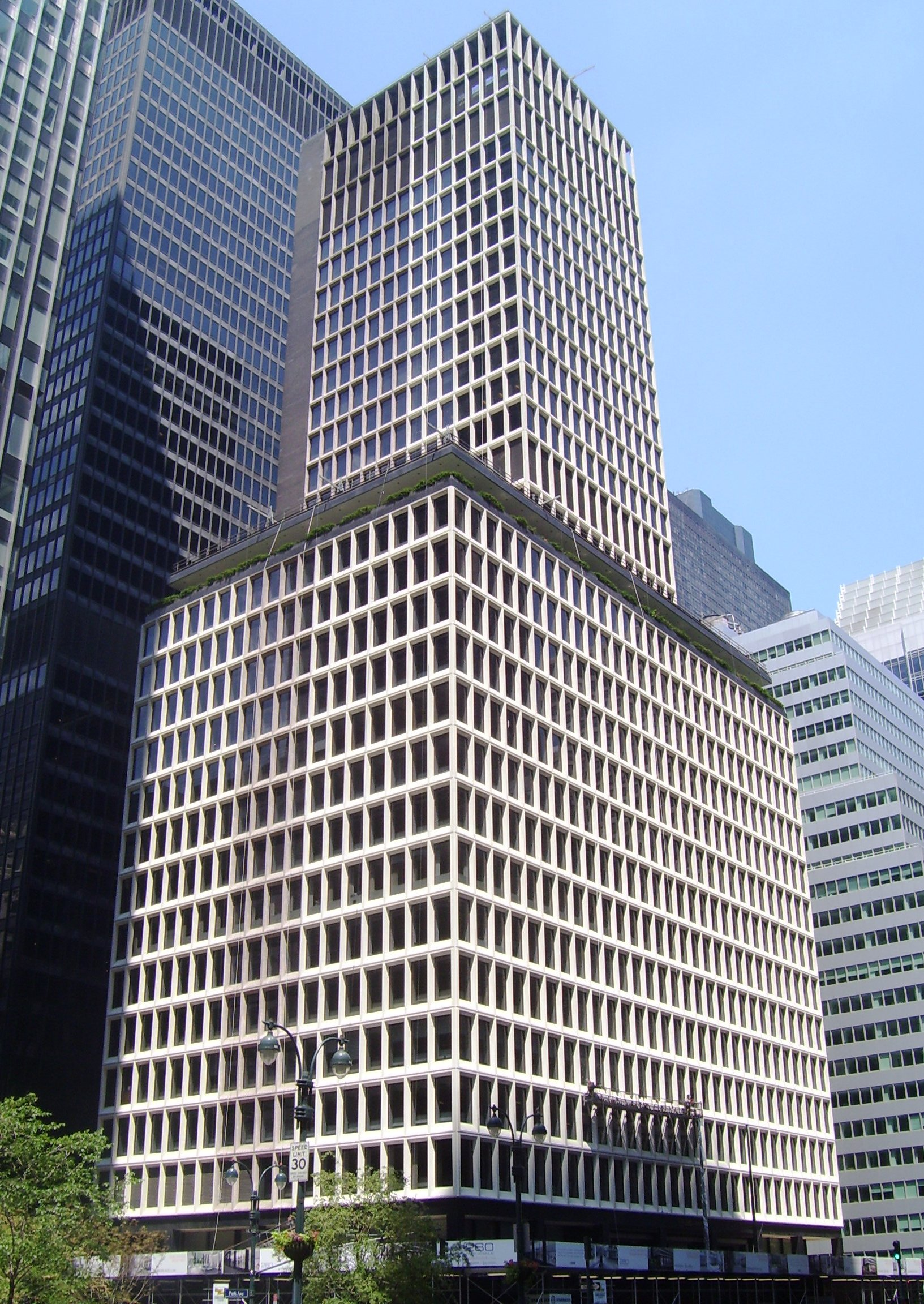
マンハッタン、パーク街280

ヘンリー・ドレイファス（Henry Dreyfuss、ヘンリー・ドレフュスとも、1904年3月2日 - 1972年10月5日）は、アメリカの工業デザイナー。ドレイファスと彼の会社は、1930年代から1960年代までの電話機のデザインすることによるウェスタン・エレクトリックやベルシステムとの長年の関係を含む、幅広い消費者および市販品の多数のデザインで世界的に評価を受けている。彼のデザイン哲学は、適用された常識や化学的原則に基づいており、結果として人間工学の分析や消費者の研究に大きな貢献を果たした。

## 経歴
ニューヨーク州ブルックリン生まれ。1930年代から1940年代にかけて活躍した有名な工業デザイナーの1人として、何十もの消費者製品の見た目、感触、有用性を劇的に改良した。レイモンド・ローウィや他の同時代の人とは異なり、ドレイファスはスタイリストではなかった。彼はデザインの問題に対して常識と科学的アプローチを適用した。彼の作品は公共消費のために場を大衆化し、人間工学、人体測定、人間要素の根底にある分野に大きな貢献を果たした。1920年まで、後に競争相手となる演劇デザイナーのノーマン・ベル・ゲッデスの元で実習生として学び、1929年に演劇・工業デザインの活動のために自身の事務所を開設した。それはすぐに、そして長期にわたって商業的な成功を収めた。2005年現在、彼の会社はHenry Dreyfuss Associates としてミシガン州アナーバーで法人顧客とともに営業を続けている。

## デザイン
ドレイファスと彼の同僚は、20世紀のアメリカで最も遍在的で象徴的な製品のいくつかをデザインしている。
- ベル研究所のウェスタン・エレクトリック302型卓上電話機（1936年から1954年まで生産）
- フーバーモデル150真空掃除機（1936年）
- ウェストクロックスのBig Benアラーム時計（1939年–現在）
- ニューヨーク・セントラル鉄道の流線型列車「マーキュリー（英語版）」（機関車と客車）（1936年）
- 20世紀特急のNYCハドソン機関車（1938年）
- トライオンとペリスフィアの1939年のニューヨーク万国博覧会での未来都市のPopular Democracityモデル
- ジョン・ディアのモデルAとモデルBトラクター（1938年）
- Wahl-Eversharp Skyline万年筆（1940年）
- ロイヤル・タイプライター・カンパニーのQuiet DeLuxe（1940年代後半）
- ウェスタン・エレクトリック500型 - ベルシステムの卓上電話と壁掛け電話（1949年 - 1972年）
- American Export Linesの2つの汽船S.S. IndependenceとS.S. Constitution（1951年–1952年)
- ハネウェルの丸型サーモスタット File:Honeywell_round_thermostat.jpg T87（1953年–現在)
- 排気口にエアクッションを浮かべるSpherical Hooverモデル82Condtellation掃除機（1954年）
- Hoover model 65コンバーチブル掃除機（1957年）
- Princess telephone（1959年）
- ジョン・ディア1010、2010、3010、4010トラクター（1960年）
- ニューヨークマンハッタンのパーク街280のEmery Roth & Sonsの入るBankers Trust Building（1963年）[2]
- Model 1500 10 digit touchtone（1963年）
- Trimline telephone（1965年–現在）
- Model 2500 12 digit touchtone（1968年–現在）
- アメリカン航空のブランディング（1960年代）[3]
- Polaroid SX-70ランドカメラ（1972年）

## 晩年
1955年にDesigning for Peopleを著した。ドレイファスの工業デザイナーとしてのキャリアを紹介したこの本は、デザインの事例や多くの逸話、彼のジョーとジョセフィンの人体図の説明など、自身の倫理原則や審美原則を記している。1960年にはThe Measure of Manを出版した。この本はデザイナーに製品デザインの正確な仕様を提供する人間工学的な参考図を集めたものである。1965年、アメリカ工業デザイナー協会（IDSA）の初代会長に就任した。1969年、自身が設立した会社から退いたが、委員やコンサルタントとして多くの企業に携わった。1972年、The Symbol Sourcebook, A Comprehensive Guide to International Graphic Symbolsを出版した。20,000以上のシンボルを掲載するこのビジュアルデータベースは、世界中の工業デザイナーへ基準となるものを提供し続けている。

## 死
1972年10月5日、1人の息子と2人の娘を残し、末期的症状であった妻ドリス・マークス・ドレスファスと一緒に、ガレージで死んでいる姿で発見された。故意の一酸化中毒で自殺したと考えられている。